# بلک شیر (جورجیا)
بلک شیر، جورجیا (به انگلیسی: Blackshear, Georgia) یک شهر در ایالات متحده آمریکا با جمعیت ۳٬۴۴۵ نفر است که در جورجیا واقع شده‌است.

## موقعیت جغرافیایی
موقعیت جغرافیایی شهرها و مناطق اطراف به شرح زیر است: